# Mes Aynak
Mes Aynak är en tidigare buddhistisk bosättning i östra Afghanistan. Den ligger i provinsen Kabul, 23 kilometer sydost om huvudstaden Kabul. På platsen finns bland annat lämningar av ett större buddhistkloster.
Vid Mes Aynak finns också en aktiv koppargruva.